# Codex Regius
El Codex Regius (GKS 2365 4to) és un manuscrit islandès que es creu que es va escriure l'any 1270. Es preserva a l'Edda poètica i conté 45 pàgines de paper, tot i que l'original comprenia 8 pàgines més que no s'han trobat. Aquest còdex és la font de molts poemes.
No es coneixia res d'ell fins a l'any 1662, on Brynjólfur Sveinsson, el bisbe de Skálholt, va enviar el còdex com un present pel rei de Dinamarca Frederic III (d'aquí ve el nom del còdex). Després d'això va ser guardat a la Biblioteca Reial de Dinamarca, a Copenhaguen, fins al 21 d'abril 1971. Immediatament després fou retornat a Reykjavík on ara està guardat a l'institut Árni Magnússon. Aquest còdex va ser transportat en un vaixell acompanyat d'una escorta militar, en comptes d'un avió pel perill que això comportava.
Un dels manuscrits principals de la Edda en prosa (GKS 2367 4to) també rep nom de Còdex Regius. Aquest està compost de 55 pàgines de paper que daten del primerenc segle xiv. Això era una altra part del mateix regal fet pel bisbe Brynjólfur a Frederic III. Aquest també va ser retornat a Islàndia l'any 1985, aquest també es troba a l'Árni Magnússon.

## En la cultura popular
- Codex Regius és el tema d'un thriller de l'escriptor islandès Arnaldur Indridason.
- Michael Haneke va declarar que el títol de la seva pel·lícula de 2003 Time of the Wolf va ser extret del Codex Regius, concretament de la "Profecia de la Völva".[3]
- Werner Herzog llegeix en veu alta una traducció a l'anglès d'un poema de la seva pel·lícula del 2016 Into the Inferno.